# Rhaphidorrhynchium subfalcatulum
Rhaphidorrhynchium subfalcatulum är en bladmossart som beskrevs av Brotherus 1925. Rhaphidorrhynchium subfalcatulum ingår i släktet Rhaphidorrhynchium och familjen Sematophyllaceae. Inga underarter finns listade i Catalogue of Life.